# Venusia megaspilata
Venusia megaspilata är en fjärilsart som beskrevs av W. Warren 1895. Venusia megaspilata ingår i släktet Venusia och familjen mätare. Inga underarter finns listade i Catalogue of Life.